# Великий Чернятин
Великий Чернятин (укр. Великий Чернятин) — село в Староконстантиновском районе Хмельницкой области Украины.
Население по переписи 2001 года составляло 874 человек. Почтовый индекс — 31123. Телефонный код — 3854. Занимает площадь 2,344 км². Код КОАТУУ — 6824281301.

## Местный совет
31122, Хмельницкая обл., Староконстантиновский р-н, с. Великий Чернятин